# きのうの敵は今日も敵
『きのうの敵は今日も敵』（きのうのてきはきょうもてき）は、TBS系列で1995年4月9日 - 6月25日に東芝日曜劇場枠で放送されたテレビドラマ。

## 概要
化粧品会社の嵐ポマードの社長が急死をし、その後継者争いに巻き込まれた社長の長男・公平が幾多の苦難を乗り越えながら一人前になるまでを描く。

## キャスト
- 嵐公平：石田純一
- 岡部恵子：黒木瞳
- 嵐信英：榊原利彦
- 井上有三：北見敏之
- 田辺進：鶴田忍
- 杉山友紀：石堂夏央
- 嵐等：倉貫匡弘
- 太田美穂：磯野貴理子
- 伊川尚：奥村公延
- 井上里美：風吹ジュン
- 神崎秀夫：蟹江敬三
- 嵐則子：藤村志保
- 杉山謙二郎：伊東四朗

## 主題歌
- 「おはよう、ファニーガール」熊谷幸子

## スタッフ
- 脚本：松原敏春
- プロデュース：堀川とんこう
- 演出：大木一史、戸高正啓、鈴木早苗

## サブタイトル
1. 戦闘開始（1995.4.9）　視聴率 12.1%
2. 罪をかぶる（1995.4.16）視聴率 9.2%
3. ハゼドン疑惑の真相（1995.4.23）視聴率 11.6%
4. 社長になって下さい（1995.4.30）視聴率 11.6%
5. 怪しい縁談（1995.5.7）視聴率 12.4%
6. 愛の湯河原（1995.5.14）視聴率 10.9%
7. 会社の怪談（1995.5.21）視聴率 9.6%
8. 弟の逆襲（1995.5.28）視聴率 7.1%
9. 恋のゆくえ（1995.6.4）視聴率 9.8%
10. 昔の恋人（1995.6.11）視聴率 8.7%
11. 会社が危い（1995.6.18）視聴率 9.1%
12. 乗っとり計画（1995.6.25）視聴率 10.4%